# Liste der Kulturdenkmäler in Palzem
In der Liste der Kulturdenkmäler in Palzem sind alle Kulturdenkmäler der rheinland-pfälzischen Ortsgemeinde Palzem einschließlich der Ortsteile Dilmar, Esingen, Helfant, Kreuzweiler und Wehr aufgeführt. Grundlage ist die Denkmalliste des Landes Rheinland-Pfalz (Stand: 8. Februar 2023).

## Denkmalzonen
| Bezeichnung                           | Lage                                                                              | Baujahr                        | Beschreibung | Bild                           |
| ------------------------------------- | --------------------------------------------------------------------------------- | ------------------------------ | --- | ------------------------------ |
| Denkmalzone Ortskern Helfant          | Helfant, Brückenstraße 15, 17, 19, Pfarrkirche und Friedhof Lage                  | 1909/11                        | Die Gestaltung von höher gelegener Kirche mit Kirchhof und gegenüberliegenden Zeile aus Streckhöfen und Schule mit Pfarrsaal ist Ergebnis einer städtebaulichen Neuordnung und Umgestaltung von 1909/11.                                                                         | BW                             |
| Denkmalzone Brückenstraße             | Helfant, Brückenstraße 27, 30, 32 Lage                                            | um 1850                        | Gruppe aus drei Hofanlagen (Quereinhaus, Streckhöfe) zu beiden Seiten der Brückenstraße aus der Zeit der Ortserweiterung um 1850, kennzeichnendes Straßenbild | BW                             |
| Denkmalzone Thorner Straße            | Kreuzweiler, Thorner Straße 2, 3, 4 Lage                                          | spätes 19. Jahrhundert         | Gruppe von drei großvolumigen Hofanlagen des späten 19. Jahrhunderts am Anfang der Thorner Straße, kennzeichnendes Straßenbild | Fotos hochladen                |
| Denkmalzone Burg Thorn                | Kreuzweiler, westlich des Ortes an der Mosel, oberhalb der B 419 Lage             | ab 1549                        | zum Schloss umgebaute, rechteckig um einen Hof gruppierte Anlage mit mittelalterlichen Bauteilen und Bauphasen (1549, 1616, 18. Jahrhundert und 1800); 1944 stark beschädigt; älteres (17. Jahrhundert) und neueres (1800) Herrschaftshaus, Nebengebäude, Park- und Gartenanlage | weitere Bilder Fotos hochladen |
| Denkmalzone Glockenstraße/Römerstraße | Palzem, Glockenstraße 1–7, Römerstraße 16, 17, 18, 19, 21, 23, 24, 26 und 28 Lage | 19. und frühes 20. Jahrhundert | geschlossene Bebauung mit meist traufständigen Streckhöfen in den Erscheinungsformen des 19. und frühen 20. Jahrhunderts, im Bestand jedoch älter; kennzeichnendes dörfliches Straßenbild mit Kapelle und ehemaliger Schmiede                                                    | BW                             |
| Denkmalzone Ortskern Palzem           | Palzem, An der Kirche 1, 3 und 5, Römerstraße 8, 9 und 10 Lage                    | 19. Jahrhundert                | Ortskern um die Kirche in betont städtischen Formen des 19. Jahrhunderts, kennzeichnendes Platzbild aus Parallelhöfen, ehemaligem Pfarrhaus und Platzgestaltung vor der Kirche                                                                                                   | BW                             |

## Einzeldenkmäler
| Bezeichnung                                           | Lage                                                                           | Baujahr                            | Beschreibung | Bild                           |
| ----------------------------------------------------- | ------------------------------------------------------------------------------ | ---------------------------------- | --- | ------------------------------ |
| Bildstock                                             | Dilmar, Moselstraße, zwischen Nr. 46 und 46a Lage                              | um 1760                            | Kreuzigungsbildstock, Kalksandstein, um 1760                                                                                 | BW                             |
| Katholische Filialkirche St. Wendelin und St. Gangolf | Dilmar, Ringstraße 5a Lage                                                     | 1738                               | Saalbau, bezeichnet 1738, spätromanischer Turm                                                                               | weitere Bilder Fotos hochladen |
| Katholische Filialkirche St. Isidor                   | Esingen, Im Dorf 21 Lage                                                       | 1932/33                            | historisierender Saalbau, 1932/33, Architekt Peter Marx, Trier                                                               | weitere Bilder Fotos hochladen |
| Hofanlage                                             | Esingen, Johannesstraße 7 Lage                                                 | 1819                               | Streckhof, 1819 | BW                             |
| Wegekreuz                                             | Esingen, Johannesstraße, gegenüber Nr. 7 Lage                                  | Ende des 19. Jahrhunderts          | Stelenkreuz, Ende des 19. Jahrhunderts                                                                                       | BW                             |
| Wegekreuz                                             | Helfant, Bergstraße, an Nr. 11 Lage                                            | 1853                               | Nischenrahmung, Sandsteinstele, gusseisernes Kreuz, bezeichnet 1853                                                          | BW                             |
| Kapellennische                                        | Helfant, Brückenstraße, an Nr. 15 Lage                                         | 1913                               | Kapellennische, 1913, St.-Nepomuk-Statue, bezeichnet 1726                                                                    | BW                             |
| Hofanlage                                             | Helfant, Brückenstraße 19 Lage                                                 | 1910                               | Streckhof, 1910 | BW                             |
| Wegekapelle                                           | Helfant, Brückenstraße, bei Nr. 27 Lage                                        | Ende des 19. Jahrhunderts          | Wegekapelle, neugotisch, Ende des 19. Jahrhunderts                                                                           | BW                             |
| Wegekapelle                                           | Helfant, Brückenstraße, Ecke Mühlenweg Lage                                    | um 1900                            | Wegekapelle, neugotisch, um 1900                                                                                             | BW                             |
| Katholische Pfarrkirche St. Bartholomäus              | Helfant, Kirchstraße/Brückenstraße Lage                                        | 1848/49                            | Bruchstein-Saalbau, Rundbogenstil, 1848/49, Doppelturmfassade 1912                                                           | weitere Bilder Fotos hochladen |
| Wegekapelle                                           | Helfant, Kirchstraße, gegenüber Nr. 15 Lage                                    | um 1900                            | Wegekapelle, rundgeschlossener Putzbau, um 1900                                                                              | BW                             |
| Marienkapelle und Stationenweg                        | Helfant, nordwestlich des Ortes an der Abzweigung der K 115 von der K 110 Lage | 1890/91                            | neugotische Kapelle, 1890/91, Architekt Reinhold Wirtz; Stationenweg um 1890                                                 | weitere Bilder Fotos hochladen |
| Feldkapelle                                           | Helfant, südlich des Ortes an der Straße nach Esingen Lage                     | um 1900                            | Feldkapelle, gemauerte, gewölbte Nische, um 1900                                                                             | BW                             |
| Wegekreuz                                             | Helfant, südöstlich des Ortes an der K 111 Lage                                | vor 1878                           | neugotisches Pfeilerkreuz, Erneuerung bezeichnet 1878                                                                        | BW                             |
| Katholische Pfarrkirche Heilig Kreuz                  | Kreuzweiler, Moselstraße 1a Lage                                               | 1762                               | barocker Saalbau, 1762, spätgotischer Chor, Erweiterung und Turm 1848; zugehörig: Pfarrhaus von 1889                         | weitere Bilder Fotos hochladen |
| Brunnenhaus                                           | Kreuzweiler, Moselstraße, Ecke Thorner Straße Lage                             | 18. Jahrhundert                    | Brunnenhaus, 18. Jahrhundert                                                                                                 | Fotos hochladen                |
| Wohnhaus                                              | Kreuzweiler, Thorner Straße 2 Lage                                             | 1900                               | Krüppelwalmdachbau, 1900 | Fotos hochladen                |
| Hofanlage                                             | Kreuzweiler, Thorner Straße 4 Lage                                             | zweite Hälfte des 19. Jahrhunderts | Streckhof, zweite Hälfte des 19. Jahrhunderts                                                                                | Fotos hochladen                |
| Wegekreuz                                             | Kreuzweiler, östlich des Ortes an der L 133 Lage                               | 1888                               | Stelenkreuz, bezeichnet 1888                                                                                                 | Fotos hochladen                |
| Flurkapelle                                           | Kreuzweiler, westlich des Ortes bei Burg Thorn an der L 132 Lage               | zweite Hälfte des 19. Jahrhunderts | Wegekapelle, zweite Hälfte des 19. Jahrhunderts                                                                              | BW                             |
| Wegekreuz                                             | Kreuzweiler, westlich des Ortes; Flur Beim steinernen Kreuz Lage               | 1633                               | Wegekreuz, Bildstockaufsatz, bezeichnet 1633                                                                                 | Fotos hochladen                |
| Katholische Pfarrkirche St. Agatha                    | Palzem, An der Kirche 3 Lage                                                   | 1832/33                            | klassizistischer Saalbau, 1832/33, Architekt Johann Georg Wolff, Trier                                                       | BW                             |
| Hofanlage                                             | Palzem, Glockenstraße 6 Lage                                                   | 1848                               | Streckhof; Wohnteil mit Freitreppe, bezeichnet 1867 (neugotische Fassadenerneuerung), jedoch älter, Ökonomie bezeichnet 1848 | BW                             |
| Hofanlage                                             | Palzem, Römerstraße 8 Lage                                                     | um 1860                            | Parallelhof, um 1860 | BW                             |
| Hofanlage                                             | Palzem, Römerstraße 10 Lage                                                    | 1857                               | Parallelhof, Krüppelwalmdachbau, bezeichnet 1857                                                                             | BW                             |
| Portal                                                | Palzem, Römerstraße, an Nr. 19 Lage                                            | erste Hälfte des 19. Jahrhunderts  | Portal und Türblatt, erste Hälfte des 19. Jahrhunderts                                                                       | BW                             |
| Wegekapelle                                           | Palzem, Römerstraße, Kreuzung Im großen Garten Lage                            | um 1900                            | Wegekapelle, um 1900 | BW                             |
| Wegekapelle                                           | Palzem, Römerstraße, Einmündung B 419 Lage                                     | um 1900                            | Wegekapelle, um 1900 | BW                             |
| Bildstock                                             | Palzem, östlich des Ortes am Rohlinger Hof Lage                                | Anfang des 19. Jahrhunderts        | Kreuzigungsbildstock, Anfang des 19. Jahrhunderts                                                                            | BW                             |
| Wegekapelle                                           | Palzem, östlich des Ortes an der K 111; Flur Auf dem Carlsberg Lage            | Ende des 19. Jahrhunderts          | Wegekapelle, Putzbau, Ende des 19. Jahrhunderts                                                                              | BW                             |
| Katholische Filialkirche St. Markus                   | Wehr, Kapellenstraße 15 Lage                                                   | 17. Jahrhundert                    | Turm und Chor, 17. Jahrhundert                                                                                               | BW                             |
| Grenzstein                                            | Wehr, Zum Moselufer (südlich des Ortes) Lage                                   | 1816                               | Grenzsäule der preußisch-luxemburgischen Grenze von 1816; markierte einen Fährkopf                                           | BW                             |

## Ehemalige Kulturdenkmäler
| Bezeichnung | Lage                           | Baujahr         | Beschreibung                                                                               | Bild |
| ----------- | ------------------------------ | --------------- | ------------------------------------------------------------------------------------------ | ---- |
| Quereinhaus | Esingen, Im Dorf 11 Lage       | 18. Jahrhundert | barockes Quereinhaus, Erweiterung um 1850, Umgestaltung um 1870; aus Denkmalliste gelöscht | BW   |
| Wohnhaus    | Helfant, Brückenstraße 11 Lage | um 1910         | Mansarddachbau, um 1910; aus Denkmalliste gelöscht und für Neubau abgebrochen              | BW   |